# Morten Bødskov
Morten Bødskov, född den 1 maj 1970, är en dansk politiker. Han är sedan den 15 december 2022 Danmarks närignsminister.

## Karriär
Han har varit medlem i Socialdemokraterna sedan 1999 och varit finans- och justitieordförande för sitt parti. Bødskov var Danmarks justitieminister från den 3 oktober 2011 under S-R-SF-regeringen (koalitionsregering mellan Socialdemokraterne, Radikale Venstre och Socialistisk Folkeparti. Han avgick den 12 december 2013. 
27 juni 2019 presenterades Bødskov som ny skatteminister, i Mette Frederiksens tillträdande socialdemokratiska minoritetsregering. Den 4 februari 2022 slutade Bødskov som skatteminister och tillträdde istället posten som försvarsminister.  Då SVM-regeringen tillträdde efter folketingsvalet 2022 blev han istället näringsmininster.